# アーノルド・バックス
サー・アーノルド・エドワード・トレヴァー・バックス（Sir Arnold Edward Trevor Bax, KCVO, 1883年11月8日 - 1953年10月3日）は、イギリスの作曲家、詩人、著作家。多作家であり、歌曲、合唱曲、室内楽曲、ピアノ独奏曲などに作品を残したが、最も知られるのは管弦楽曲である。一連の交響詩に加えて7曲の交響曲を書いており、一時はイギリスを代表する交響曲作家であると広く認められていた。
バックスはロンドン郊外のストリーサムで裕福な家庭に生まれた。両親の後押しにより音楽のキャリアを歩むことになり、収入があったお陰で流行や正当性にとらわれることなく自らの道を進むことが出来た。その結果、楽壇では重要人物であると同時に孤立した人物であると看做されるようになる。まだ王立音楽アカデミーの学生であった頃にアイルランドとケルトの文化に魅せられ、若い頃の成長過程で強い影響を受けた。第一次世界大戦以前からアイルランドに居住するようになり、ダブリンの文学サークルの一員となると、ダーモット・オバーン（Dermot O'Byrne）という筆名を用いて小説や韻文を著した。後年、彼は北欧文化への愛着を募らせ、第一次大戦後の一時期にはケルト文化の影響に取って代わったほどだった。
1910年から1920年にかけて、バックスは最も知られる作品である交響詩『ティンタジェル』など数多くの音楽作品を生み出した。この時期には生涯続くことになるハリエット・コーエンとの関係が始まっており、はじめは愛人として、後には友人として、常にプロとして近しい間柄を保っていた。1920年代には、彼の管弦楽作品の中心的位置を占める7曲の交響曲群に着手している。1942年には国王の音楽師範に任命されるが、この立場で作曲した作品は数少ない。晩年には自分の音楽が時代遅れ扱いされていることを本人も自覚しており、死後にはほとんど忘れられた状態となった。1960年代以降、主に商業用録音の増加に伴って、その音楽が次第に再発見されてきているが、定期的に実演の機会を得られている作品はわずかな数に留まっている。

## 生涯

### 若年期
バックスはロンドン郊外に位置する、サリーのストリーサムで、裕福でヴィクトリア朝時代らしい厳格な家庭に生を受けた。父はアルフレッド・リドリー・バックス（1844年-1918年）、母は中国、アモイの牧師ウィリアム・ニブ・リーの娘、シャーロット・エレン（1860年-1940年）で、アーノルドは長男であった。夫妻の末の息子であったクリフォード・リー・バックスは劇作家、随筆家になった。父のアルフレッドはミドル・テンプルの法廷弁護士であったが、それとは別に不労所得を得ていた。1896年に一家はハムステッドの邸宅に移り住んだ。後年、バックスはもし田舎で育てられていたならよかっただろうが、家にあった大きな庭々は最高ではないがそれに次ぐものであったと記している。彼は音楽少年であった。こう述べている。「私は自分がピアノを - 不正確に - 弾けなかった長く失われた日のことを思い出すことができない。」この才能により、彼はどんな管弦楽作品でも一度聞いただけでピアノに編曲できたとされる。
バラムのプレパラトリー・スクール卒業後、バックスは1890年代にハムステッドの音楽院に通うことになった。同校はセシル・シャープが運営しており、そこにはバックス曰く「少なからぬ個人的虚栄」が伴っていたのであるが、シャープがイングランドの民謡、民俗舞踊へ注いだ情熱は学生から何の反応も引き出すことがなかった。19世紀終盤から20世紀初頭にかけて、パリー、スタンフォード、ヴォーン・ウィリアムズといったイギリスの作曲家の間で民謡への熱狂が広まっていた。サリヴァンとエルガーはその熱からは距離を置いており、同じ立ち位置にいたバックスは後に次のような格言を広めることになる。「どんなことでも一度は経験してみるべきだ、近親相姦と民族舞踊を除いては。」

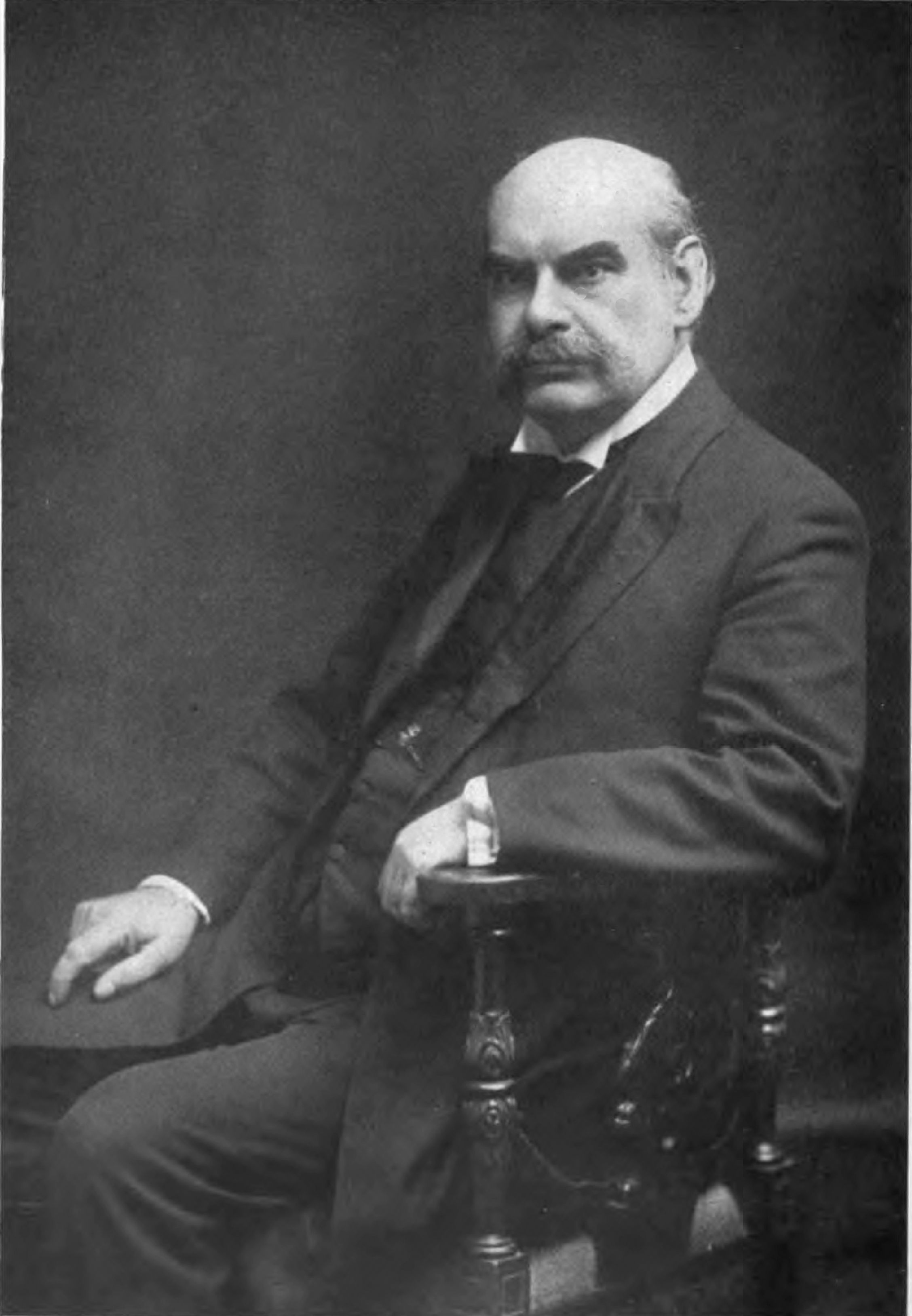
バックスに作曲を指導したフレデリック・コーダー（1913年）

1900年に王立音楽アカデミーに進学したバックスは1905年まで同校に留まり、フレデリック・コーダーに作曲を、トバイアス・マッセイにピアノを師事した。コーダーはワーグナー作品の信奉者であり、若いバックスもワーグナーの音楽を最大の霊感の源とした。後年、彼は次のように述懐している。「若い頃には10年強にわたり、ほとんど余人を差し置きワーグナーの音楽だけに熱中していた - リヒャルト・シュトラウスを見出すまでは。」さらにバックスはドビュッシーの作品を発見して、個人的に研究していた。アカデミーでは多くの教員が保守的で、ドビュッシーの音楽にはシュトラウスのものと同様に良い顔をしなかった。
作曲でマクファーレン奨学金を獲得し、その他にも重要な賞を受賞していたバックスであったが、彼が知られていたのは複雑な現代音楽を初見演奏する並外れた能力によってであり、同時代のベンジャミン・デイルやヨーク・ボウエンほどには注目を浴びなかった。彼は恐るべき鍵盤楽器演奏の技術を持ちながらも、独奏者としてのキャリアを望んでいなかった。大半の同時代人とは異なり、彼には思うままの音楽キャリアを自由に追求できるだけの収入があり、稼ぎを気にする必要がなかったのである。『タイムズ』紙は、バックスが縛られることなく恩師らの声にも耳を傾けたがらなかったことで、彼が自らの創意を最大の効果を持って表現する規律を発達させずに終わり、突き詰めるところ彼の芸術には瑕となったと考えている。
アカデミーを卒業したバックスはドレスデンに赴き、そこでリヒャルト・シュトラウスの『サロメ』のオリジナル公演を鑑賞した。さらに初めてマーラーの音楽に触れ、「奇矯で、長たらしく、混乱していながらも、常に興味深い」との感想を得ている。バックス青年に影響を与えた人物のひとりに、アイルランドの詩人ウィリアム・バトラー・イェイツがいる。弟のクリフォードが彼にイェイツの詩とアイルランドを紹介したのである。イェイツの『アシーンの放浪』に感化されたバックスは1902年にアイルランドを訪れ、「瞬時に私の内なるケルト性が立ち現れた」のを感じたのだという。これに加えて触れていたイェイツのアイルランド民話集『ケルトの薄明』、そしてアイルランド系の自身のルーツと相まって、彼はロマン主義、印象主義の中にケルトの要素を取り入れた独自の作風を確立することになる。彼の作品で初めて実演の機会を得た - 1902年のアカデミーの演奏会であった - 楽曲はアイルランドの方言を用いた歌曲『The Grand Match』だった。

### キャリア初期
音楽的にはバックスはワーグナーやリヒャルト・シュトラウスの影響に背を向け、自らケルトの語法だと考えるものを意図的に取り込んでいった。1908年に開始した『エール』（Eire）と呼ばれる交響詩群について、伝記作家のルイス・フォアマンはこの作曲家の真に成熟した様式の始まりであると記している。その第1作である『黄昏に』は、1909年4月にトーマス・ビーチャムと新交響楽団に初演され、翌年にはエルガーに駆り立てられたヘンリー・ウッドが第2作目となる『妖精の丘に』の委嘱を行った。この作品の評価は賛否両論であった。『マンチェスター・ガーディアン』紙の評論家は「バックス氏は楽しげな様子で然るべき神秘の雰囲気を提示して見せた」と書いた。『オブザーバー』紙は曲が「非常に不明瞭かつ不満の残るものであったが、追うことは難しくなかった」としている。『タイムズ』紙のコメントは、部分的には「いささか二番煎じの語法にすぎる」ものでワーグナーやドビュッシーの派生でありながら、「個性が十全に発揮された箇所がそれでもなお多数ある」というものだった。『ミュージカル・タイムズ』誌は「聴衆が必ず感じることのできた神秘の魅惑」に称賛を贈りつつも、作品の一貫性は「直ちには認められない」とした。連作の第3作目である『ロスカーサ』は作曲者の生前には演奏されなかった。
バックスはその収入によって1910年にロシア帝国を訪れている。彼はロンドンで出会っていた若いウクライナ人のナタリア・スカルギンスカ（Natalia Skarginska）を追いかけていた。彼女はバックスが何年も恋焦がれた女性たちのうちのひとりであった。この訪問は恋愛面では不毛な結果に終わったが、音楽面では彼を豊かにした。彼はサンクトペテルブルクでバレエを初体験してたちまちその虜となり、ロシア音楽の影響を吸収していった。そうして着想を得た素材がピアノソナタ第1番、ピアノ曲集『ウクライナの五月の夜』と『Gopak』、そしてスカルギンスカに献呈されたヴァイオリンソナタ第1番へと結実した。フォアマンはこの時期のバックスについて「音楽蒐集家、新たな作品で最新の発見を祝っていた」と評した。さらにフォアマンは、音楽におけるバックスの個性は非常に強いもので、自らが受けた影響を同化して自身のものとすることができた、と付け加える。ロシア音楽の影響は第一次世界大戦まで残り続けた。「動きと舞踏の中の小さなロシアのおとぎ話」と称されるも未完成に終わったバレエ『タマーラ』からは、彼は戦後に手掛けた作品に素材を転用することになる。
スカルギンスカを追うのを諦め、バックスはイングランドに帰国した。1911年1月にピアニストのエルシタ・ルイーザ・ソブリノ（Elsita Luisa Sobrino、1885年または1886年生）と結婚する。彼女は教師でピアニストであったカルロス・ソブリノと、歌手のルイーズ（旧姓シュミッツ）の娘である。バックスと妻ははじめロンドンのリージェンツ・パーク、チェスター・テラスに住み、その後アイルランドに移住して、ダブリン郊外の富裕層が暮らすラスガーに居を構えた。夫妻は2人の子ども、ダーモット（1912年-1976年）とメーヴ・アストリッド（1913年-1987年）に恵まれた。バックスは「ダーモット・オバーン」（Dermot O'Byrne）という筆名で小説、韻文、そして戯曲も1作発表しており、作家のジョージ・ウィリアム・ラッセル及びその仲間と付き合うなど、ダブリンの文壇で知られるようになっていった。1980年代に再発行された彼の散文、韻文に目を通したスティーヴン・バンフィールドによると、バックスの初期の詩は「彼の初期の音楽作品同様、詰め込み過ぎで、初期のイェイツの使いまわしのがらくたにより雑然としているが、弱点は複雑さというより締まりなく選ばれた言語のひとつにある」という。後年の詩にはもっと高い評価ができるとバンフィールドは述べる。そうした作品でバックスは「言葉少なに口語調で1916年のイースター蜂起の残酷な虚しさについて述べるか（中略）自分が繰り返し愛に幻滅することを辛辣に述べるかして、主題に集中している」という。バックスがオバーンの筆名で著した作品には、アイルランド共和主義的主調に破壊的に同調していると看做され、政府が検閲により出版を禁じたものもあった。

### 第一次世界大戦
戦争の勃発を機にバックスはイングランドへ戻った。生涯を通じて断続的に苦しめられた心臓の病気により兵役には不適格となった彼は、戦時中に特別警察として活動することになった。ヴォーン・ウィリアムズ、アーサー・ブリス、ジョージ・バターワース、アイヴァー・ガーニーなど、仲間の作曲家たちが国外で従軍している最中、30代の前半にしてフォアマンが呼ぶところの「技術的、芸術的成熟」を見出したバックスは、大量の音楽作品を生み出すことが出来た。この時期の作品としてよく知られるものに交響詩『十一月の森』（1916年）や『ティンタジェル』（1917年-1919年）がある。
各々が自分だけの地獄にいて

荒れた心と座った目をして

我々は好きなように鑑賞に浸る

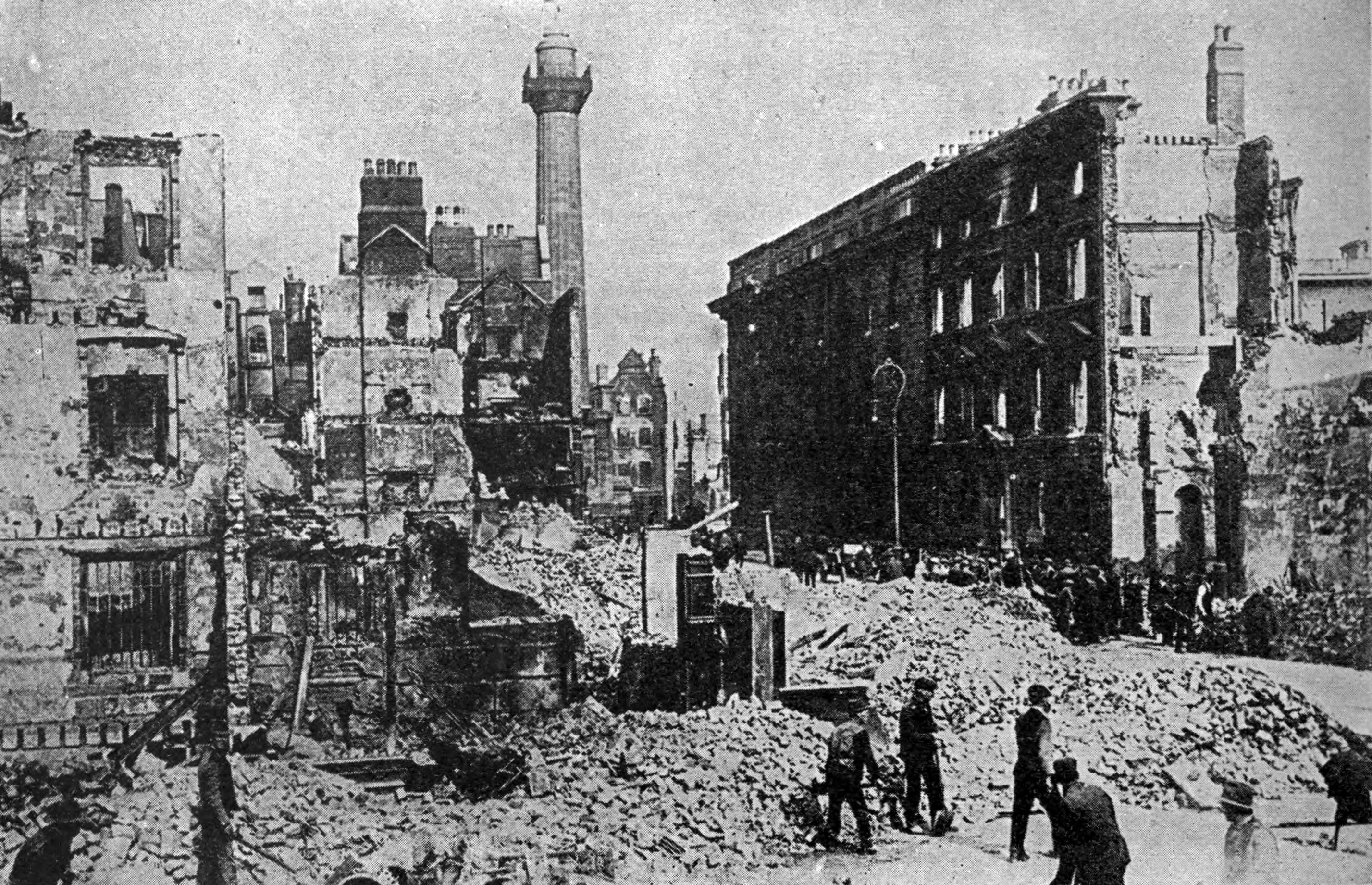
ダブリンにおけるイースター蜂起とその余波は、バックスに衝撃を与え苦痛をもたらした。

バックスはダブリン時代に、多くの共和主義の友人を作っていた。1916年4月にイースター蜂起が勃発、続いて首謀者らが処刑されたことで彼は深く衝撃を受けることになった。彼は管弦楽曲『イン・メモリアム』（1916年）やフルート、ヴィオラ、ハープのための『悲歌の三重奏曲』（1916年）などの音楽作品、また詩を通じて自らの心情を表現した。
アイルランドの影響に加えて北欧の伝統も取り入れたバックスは、ノルウェーの詩人ビョルンスティエルネ・ビョルンソンやアイスランドの英雄譚からも霊感を得ていた。音楽学者のジュリアン・ハーベイジは、ピアノと管弦楽のための交響的変奏曲（1917年）が、バックス作品がケルト風から北欧風に切り替わる転換点となったとみている。ハーベイジは、13年後に作曲された『冬の伝説』がケルトよりむしろ北欧的な背景を有していることが、さらなる変節を示していると考えている。
大戦中にバックスはピアニストのハリエット・コーエンと愛人関係となり、彼女を優先するあまり妻子を顧みなくなった。音楽的には、コーエンは彼がこの世を去るまで女神であり続けた。バックスは彼女のために多数の曲を作曲し、計18作品を彼女に献呈している。コーエンへの慕情はケルト文化以上にバックスの音楽に影響を及ぼしたとされ、そうした作品には恋愛感情を反映したロマンティックな雰囲気が見て取れる。彼はロンドンのスイス・コテージにアパートを借り、第二次世界大戦の開戦までそこで暮らした。この場所で彼の円熟期の作品の多くがスケッチされ、余裕をみて総譜の作業を進めるべく、しばしば抜粋楽譜の形で彼が好んだ地方の静養所であるアイルランド、アルスターのグレンコルムキルや、1928年以降はスコットランドのモラーへと持ち込まれたのであった。

### 戦間期
バックスの友人で秘密を共有する仲だった評論家のエドウィン・エヴァンスによる1919年のバックスの研究では、ケルトの影響が減弱していること、そして「質素さの増した、抽象的芸術」の起こりが述べられている。1920年代以降、バックスが詩的な伝承に着想を求めることはほとんどなかった。フォアマンの見立てでは、戦後のバックスは初めてイギリスの音楽界で孤立しながらも重要な人物であると看做されていた。戦中に作曲した多くの重要作品が公開演奏された彼は、交響曲の作曲を手掛けていたのである。それまでに、レパートリーに定着するような交響曲を書いたイングランドの作曲家はわずかしかいなかった。最も知られるのがエルガー（第1番、第2番）とヴォーン・ウィリアムズ（『海』、『ロンドン』、『田園』）である。1920年代と1930年代初頭には、多くの者がバックスをイギリスを代表する交響曲作曲家であると捉えていた。

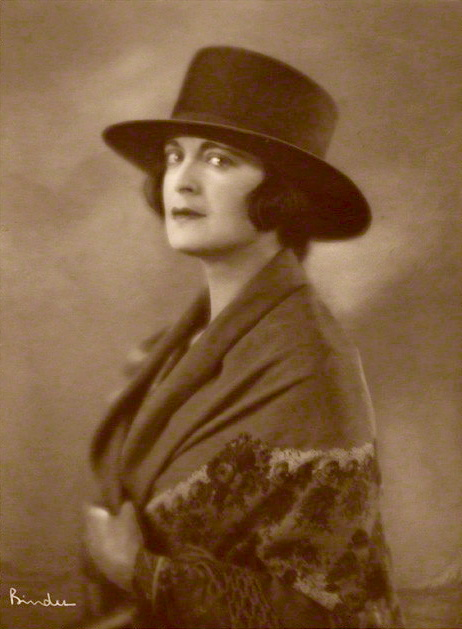
ハリエット・コーエン、1920年。

バックスの交響曲第1番は1921年から1922年に書かれた。狂暴性のある音色でありながらも、お披露目の際には大きな成功を収めた。評論家はこの作品を暗く、痛烈であると考えた。『デイリー・ニューズ』紙の評は次のようなものであった。「曲は傲慢で、ほとんど露骨ともいえる男らしさに溢れている。支配的な音色は暗い、非常に暗い - 厚い雲のこことそこだけから太陽の光が差しているのである。」『デイリー・テレグラフ』紙は、この楽曲にユーモアがあるとしたら、それは冷笑的であると述べる。『マンチェスター・ガーディアン』紙は作品の厳しさに触れつつも、この曲が「真に偉大なイングランドの交響曲」であると断言した。この作品は初演後の数年間、BBCプロムスの興行収入を牽引していた。フォアマンの考えるところでは、バックスが音楽的に自身の頂点を極めたのはわずかな期間だけで、彼の名声はヴォーン・ウィリアムズやウィリアム・ウォルトンに取って代わられたという。1929年に完成された交響曲第3番はウッドの擁護を得て、一定期間作曲者の有数の人気作の地位に留まった。
1920年半ば、コーエンとの不貞関係が続く中でバックスは23歳のメアリー・グリーヴズと出会い、20年以上にわたって両女性との関係を維持し続けていった。コーエンとの恋愛は温かな友情、継続する音楽的な協力関係へと成熟していった。一方、グリーヴズは1920年代後半からバックスが没するまで彼の同伴者となった。
1930年代には、バックスは7曲ある交響曲の最後の4曲を作曲する。この時期の作品には人気のある『ピカレスク・コメディのための序曲』（1930年）や、九重奏曲（1930年）、弦楽五重奏曲（1933年）、ホルン、ピアノと弦楽器のための八重奏曲（1934年）、3番目で最後となる弦楽四重奏曲（1936年）などの室内楽曲がある。チェロ協奏曲（1932年）はガスパール・カサドの委嘱を受け、カサドに献呈された作品であるが、彼はこれをすぐにレパートリーから外してしまった。1930年代、1940年代にはベアトリス・ハリスンがこの協奏曲を擁護するも、バックスは「この作品を取り上げてくれる者が誰もいないということが、私の音楽人生でも最大級の失望です」と述べている。
バックスは1937年にナイトに叙された。彼は栄典を期待したことも求めたこともなく、叙勲に対しては喜びよりも驚きの方が勝っていた。この頃に生まれた楽曲としてヴァイオリン協奏曲（1938年）がある。委嘱を受けて書かれたわけではないが、作曲を進めるバックスの念頭にはヴァイオリンのヴィルトゥオーソであるヤッシャ・ハイフェッツがあった。ハイフェッツがこの作品を演奏することはなく、初演は1942年にイダ・カーシーの独奏、ウッドの指揮とBBC交響楽団によって行われた。

### 1940年代、1950年代
国王の音楽師範であったウォルフォード・デイヴィスが1941年に他界し、後任としてバックスがこの役目を引き受けることになった。この人選は多くの者に驚きをもたらした。というのも、バックスはナイトに叙されてはいたが支配階級にいたわけではなく、彼自身が「半ズボンで足を引きずって歩く」ことに気乗りがしないと明かしていたからである。『タイムズ』紙は、「バックスは公的な義務に向いておらず、彼らの演奏を退屈だと感じて」おり、この任用は成功とは言い難いと述べている。にもかかわらず、バックスは1953年の戴冠式のための行進曲など、王室行事のための楽曲も少数作曲している。

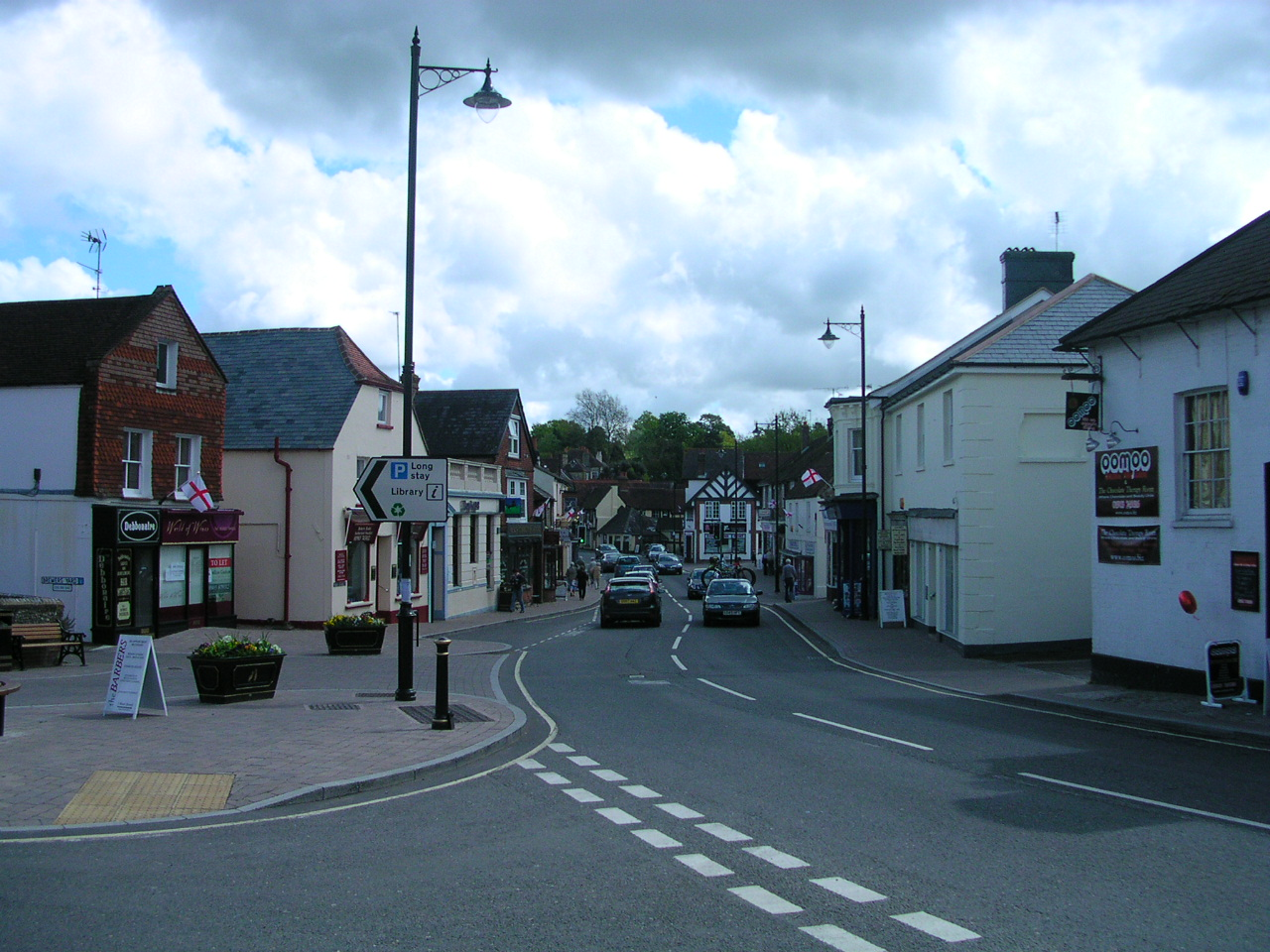
バックスが晩年を過ごしたストリントン。

第二次世界大戦の開戦の火蓋が切って落とされると、バックスはサセックスへと移りストリントンのホワイト・ホース・ホテルを住居として残りの生涯をその地で暮らした。彼は作曲活動を中断し、若い頃の回顧録『さらば、我が青春』を完成させた。『タイムズ』紙は、この作品が時に非常に気難しく、時に寡黙で、一部は驚くべき内容ながら残念なほどに短いと評している。戦争後期には説得を受けて短編映画『Malta G. C.』の付随音楽を作曲、その後にはデヴィッド・リーンの『オリヴァ・ツイスト』（1948年）や2作目の短編映画『Journey into History』（1952年）にも音楽を付けた。この時期の作品にはピアノと管弦楽のための『朝の歌』や左手のためのコンチェルタンテがあり、いずれもコーエンのために書かれた楽曲である。バックスは1947年に英国桂冠詩人のジョン・メイスフィールドと野外劇『聖ジョージの戯れ』に取り組んだが、作品が完成に至ることはなかった。
晩年のバックスは、多くの時間を満ち足りた老後として過ごした。ウォルトンはこう述べている。「ローズで重要なクリケットの試合があれば、彼はストリントンのパブから街へ飛び出していき、その興奮っぷりは自作が演奏されるときを遥かに凌ぐものであった。」1950年にボーンマスで自分の第3交響曲が演奏されるのを聴いた彼は「もしかすると第8番を考えるべきなのかもしれない」と述べたが、この頃には既に始まっていた暴飲習慣のために衰えが急速に進み、大規模作品に集中する能力は損なわれていたのであった。1952年に彼はこう書いている。「何か他のものを書くべきだとは思われません（中略）言うべきことは全て言ってしまいましたし、同じことを繰り返して言っても仕方ありません。」バックスが70歳を迎える1953年11月には、ハレ管弦楽団やその他による祝賀会が計画されていた。ところが、1953年10月にコークを訪れていたバックスは心臓発作により急死する。予定されていた祝宴は追悼行事となってしまった。亡骸はコークのセント・フィンバー墓地に埋葬された。

## 音楽
バックスの作曲家仲間であったアーサー・ベンジャミンは、バックスが「音楽の泉」、その「自然で尽きせぬ湧き出し」は同時代人の中でも特別であり、シューベルトやドヴォルザークに比肩し得ると記した。エヴァンスはバックスの音楽が頑健さと物悲しさを逆説的に結びつけるものだと唱えており、この見解はハーベイジなどの後の評論家からも支持されている。初期の音楽がしばしば器楽としての困難さを伴ったり、管弦楽や和声が複雑だったりする一方、1913年頃以降からは簡素を増し、切り詰めたスタイルへと向かっていく。作曲家で音楽学者のアンソニー・ペインは、バックスの最良の作品は1910年から1925年の期間に生まれていると考える。彼が例に挙げるのは『ファンドの園』、『ティンタジェル』、『十一月の森』、ピアノソナタ第2番、ヴィオラソナタ、最初の2作の交響曲である。1930年代までにはバックスの音楽が斬新、難解であるとみられることはなくなっており、1940年代に近づくとそれまでのような注目は集まらなくなっていった。
バックスの音楽に長く携わってきた指揮者のヴァーノン・ハンドリーは、バックスの音楽はリヒャルト・シュトラウスやワーグナーに加えてラフマニノフとシベリウスからも影響を受けていると述べる。「彼はジャズの他、今の我々よりもより多くのヨーロッパの音楽情勢における作曲家を知っていた。それがひとりの人物の精神と個性に入り込み、また音楽家としての技術の一部となっていくのである。」
評論家のネヴィル・カーダスは、バックスの音楽について次のように記している。
逆説的なのは彼の方法論、語法や調性感が非個人的なものだということだ。すなわち、エルガーやグスタフ・マーラーに見出されるように個人的な心情や魂の状態を直接的に開示することは少しもない。しかし、バックスの人相もしくは心理は見間違えることなく存在する。交響曲群の暗い茂みには、いつも愛嬌があり親しみやすい男と自然の温かい光の筋が差し込んでいるのを感じられるのでないだろうか。
ヨーク・ボウエンは、バックスの管弦楽曲が頻繁に例外的に大きな編成を要求することが残念であると述べている。「4本の木管、6つのホルン、3つもしくは4つのトランペット、追加の打楽器、場合によってはオルガンといった豪華さが総譜で求められていると、演奏するにあたって殊の外難儀させられるのは疑うべくもない。」作曲家のエリック・コーツは、バックスの音楽は管弦楽の奏者には大層な魅力を放つと述べる。「どの楽器に対して書くにしても、彼はあたかも自分でその楽器を演奏するかのようで、それほど巧みにその楽器を用いて作曲するのである。」

### 交響曲
1907年、ドレスデンで着手した作品をバックスは後年次のように評することになる。「演奏に1時間を要するはずだった巨大な交響曲、もしそのような馬鹿げた夢が実現したのなら。」彼は「幸いにも、そうなることはなかったが!」と付け加えもしたが、全曲のピアノ譜を遺していた。2012年-2013年にかけてマーティン・イェーツがこれにオーケストレーションを施し、ダットン・ヴォカリオンレーベルに録音を行った。演奏時間は77分である。全4楽章となっており、彼の完成された交響曲群に比べて伝統的な形式を取り、使われている材料にはロシアからの強い影響を感じさせる。
バックスは1921年から1939年の間に7曲の交響曲を完成させた。この7曲の研究において、デイヴィッド・コックスは1967年にこれらの作品が「バックスはケルトの靄と『雰囲気』だけで出来ていると考える者から、しばしば無構造であるとして却下されてきた。実のところ、これらには相当な強靭さと渋味があり、形式の上では主題要素が一貫性と目的をもって提示されている。」ハーベイジの見立てでは、曲集は3つのグループに分けることができる。最初の3曲と最後の3曲の2群、そして第4番は「これらの内相的傾向の強い作品群の間に位置する外向性の間奏曲」であるという。ハンドリーも最初の3作品をひとまとめにできるという考えに賛同しており、フォアマンによればこの3曲にはケルトの影響があるとともに、イースター蜂起とその余波に対するバックスの感情が認められるとしている。第4番は前後に連なる作品群に比べて楽天的な楽曲であると看做されることが一般的である。ハンドリーは第4番を「祝祭的」であると評するが、そこでの発想が暗い雰囲気を増した第5番と第6番へと発展していくのだと述べる。フォアマンにとり第5番は「最大の『力作』」であり、第6番は「壮大な終楽章」により際立っているという。評論家のピーター・J・パイリーはその楽章が「地球をその根源まで引き裂いていく」と述べる。『ニューグローヴ世界音楽大事典』が示す見解によると、第7番は哀歌調の音色を持ち、その簡素さはバックスの往年の音楽にあるとりとめのなさや複雑さから遠く離れたところにあるという。

### 協奏的作品
バックスが作曲したはじめての独奏楽器と管弦楽のための楽曲はハリエット・コーエンのために書かれた『交響的変奏曲』変ホ長調で、演奏には50分を要する。『タイムズ』紙はこの作品が「陸軍であれば軍法会議にかけられるか、ヴィクトリア十字章を受章するかといった類の功績」と考えられるという。「我々はその軍法会議に賛意を示し、この功績の一翼を担ったハリエット・コーエン氏にはヴィクトリア十字章を授与したく思う。」
チェロ協奏曲（1932年）で、バックスは初めてフルスケールの伝統的協奏曲に挑戦した。この作品には彼が日頃用いているよりも小規模な管弦楽が使われており、トロンボーンとチューバを欠き、打楽器はティンパニのみとなっている。フォアマンは総譜に現れる繊細さを多く指摘しつつも、この楽曲が作曲者の円熟作の中で高く位置付けられたことがないと述べる。ヴァイオリン協奏曲（1937年-1938年）は最後の交響曲と同じく、バックスの過去の音楽に比べてくつろいだ様子が増している。カーダスが「類稀なる素晴らしさ」として選び出す1曲でありながらも、ハイフェッツは技巧が足りていないと感じたのかもしれない。バックスはこの作品がヨアヒム・ラフのロマン派の系譜であると述べていた。
知名度の低い協奏的作品としては、バックスの多くの作品と比べると新古典主義寄りのスタイルで書かれた、ハープと弦楽合奏のための『ガブリエル・フォーレの名による変奏曲』（1949年）などがある。バックスの最後期の協奏的作品には、国王の音楽師範の立場でエリザベス王女の25歳の誕生日に寄せて書かれた、ピアノと管弦楽のための短い作品（1947年）もある。

### その他の管弦楽作品

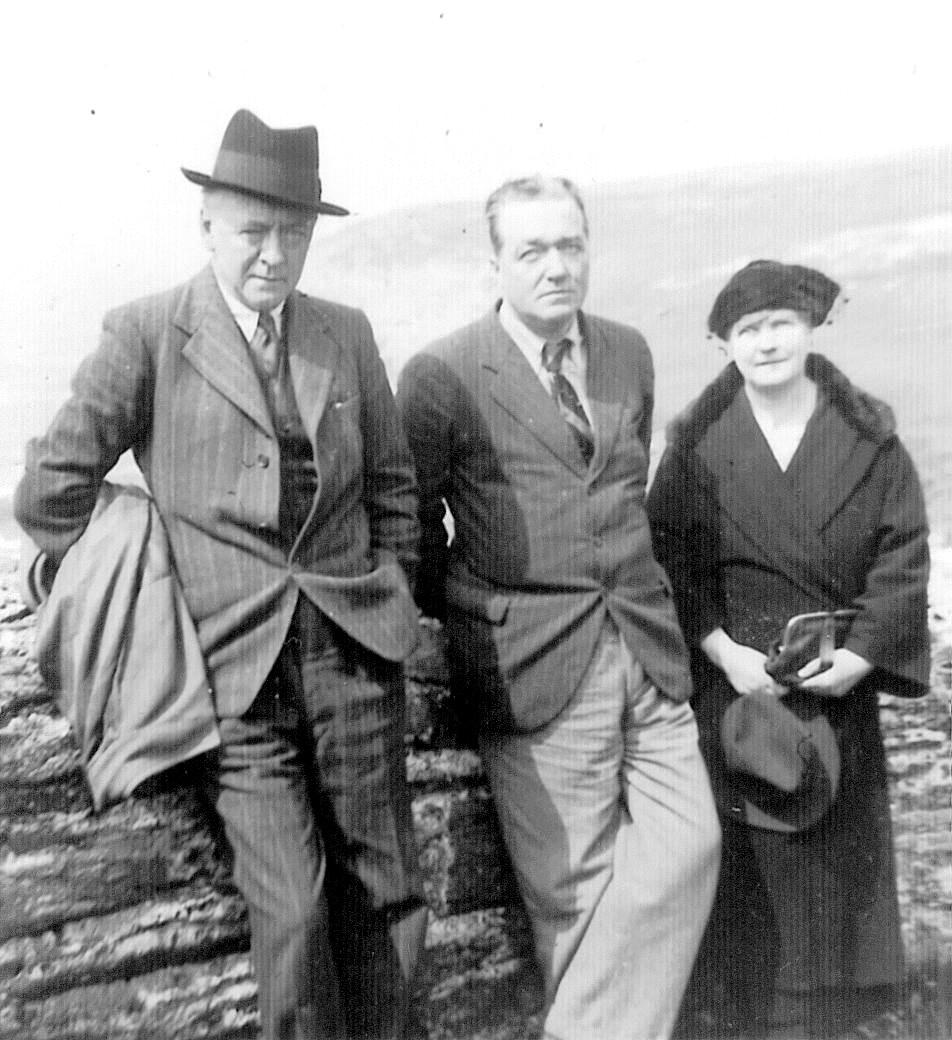
バックスとアーネスト・ジョン・モーラン、アロイス・フレイシュマンの妻ティリー、1937年。

バックスの交響詩は多様な様式で書かれており、人気にははっきりとした差が出ている。印象主義的な交響詩である『妖精の丘に』について、『ニューグローヴ世界音楽大事典』は「簡潔で魅力的な楽曲」と評している。『春の火』（1913年）はそこそこの成功を収めはしたが、フォアマンが難解な作品として例に挙げる楽曲であった。また、バックスの生前には演奏の機会を得られなかった作品でもある。第一次世界大戦中に書かれた3作の交響詩のうちの2曲『ファンドの園』（1913年-1916年）と『十一月の森』（1917年）は現代のレパートリーでは脇へ追いやられたままで、3曲目の『ティンタジェル』（1917年-1919年）が彼の死後10年が経過した頃には、一般に知られる唯一のバックス作品となっていた。『グローヴ』はこれら3曲は全て音楽による自然の喚起を特徴とするとし、主観的で個人的な感応の表現はわずかであると述べる。最も長きにわたり無視に甘んじてきた管弦楽作品はイースター蜂起に加わり銃弾に倒れたパトリック・ピアースを哀悼して書かれた『イン・メモリアム』（1917年）である。この作品は1998年まで演奏されなかった。バックスはその主要旋律を映画『オリヴァ・ツイスト』（1948年）のための音楽へと転用している。印象主義的な交響詩の傑作には、アルジャーノン・チャールズ・スウィンバーンの詩に基づく自然詩『ニンフォレプト』もある。さすらい人が古いケルトの森で樹の精に釘付けとなる。この楽曲もバックスの生前には演奏されなかった。
『オリヴァ・ツイスト』はバックスの映画音楽では2作目にあたる。1作目は戦中の短いプロパガンダ映画『Malta, G. C』であった。後者が発表された後に4曲から成る組曲が編まれた。『ペンギン・ガイド』はそのうちの行進曲について「最良のエルガーの伝統の系譜である、真に『気品ある』主題を持ち特筆すべき」であると評する。3作目で最後となる映画音楽は10分の短編映画『歴史への旅』（1952年）のためのものである。
その他の管弦楽曲には、『グローヴ』が軽量級の作品とする『序曲、エレジーとロンド』（1927年）がある。『ピカレスク・コメディのための序曲』（1930年）は、一時はバックスの作品中で最大の人気を誇った。作曲者自身はこの作品を「シュトラウス風のパスティーシュ」と評し、『タイムズ』紙は「陽気で図々しく、その下品さへ向かう傾向は力づくで本能的に上品な作曲者をして羽目を外させてしまう」とする。カーダスは、この非常に魅力的な序曲に見合う喜劇として推定されるのは「ホーフマンスタールとショーの合作」でなければならないだろうと考え、次のように付け足す。「イングランドの音楽がこれほど自由でここまで大胆、かくも陽気で愛嬌があることはあまりない。」

### 声楽曲
バックスが一度もイェイツの詩に音楽を書いていないことに驚いたと、評論家のピーター・レイサムは述べている。バックスはこれに応じ「なんだって、私が?しない方がいいだろうね!」加えて、レイサムは詩の価値に対するバックスの感受性によって彼は「たとえ最良の音楽であったとしても、それが詩に振るう暴力のことを苦しいほどに認識していた」と付け加えている。やがて、この感情ゆえに彼は歌曲の作曲を完全にやめてしまうことになる。

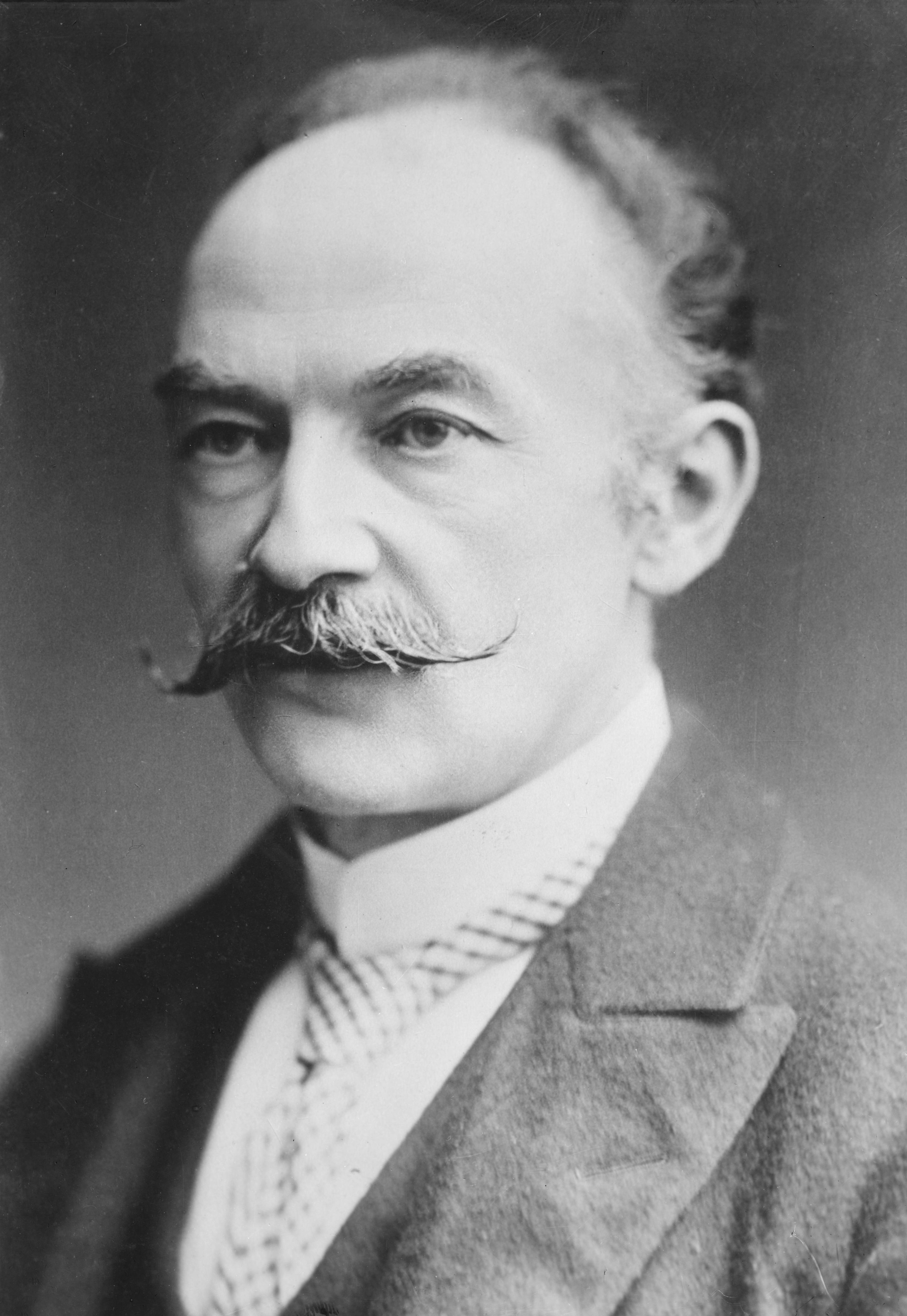
トーマス・ハーディ、1910年-1915年頃。

作曲家としてのキャリアを開始した際には、ピアノ音楽と共に歌曲がバックスの作品の中核を形成した。初期の作品を中心とする歌曲の中には、ピアノパートの技巧性が目立つ作品もあり、そうしたものは歌を覆い隠してしまいがちである。『グローヴ』は『The Fairies』（1905年）の技巧的な伴奏を、バックスの歌曲でも指折りの人気を誇る『The White Peace』（1907年）の簡素さの増した伴奏と比較している。音楽アナリストのトレヴァー・ホールドは、『Glamour』（1920年）においてはピアノは「狂暴化している」と書いている。バックスが曲を付けた詞の作者には弟のクリフォード、バーンズ、チョーサー、ハーディ、ハウスマン、ジョイス、シング、テニスンらがいる。彼は『Who's Who』における自身の記事において、「フィオナ・マクラウド」（詩人ウィリアム・シャープの筆名）のテクストによる『A Celtic Song-Cycle』（1904年）を選んで言及を行っている。戦後の歌曲の中では、ホールドは『In the Morning』（1926年）がハウスマン作品への曲として最上級であると考えており、「（この曲は）バックスがシュロップシャーの風景をもっと探索してくれていれば、と思いにさせる」と述べる。ホールドはこの作品と『Across the Door』（1921年）、『Rann of Exile』（1922年）、『Watching the Needleboats』（1932年）を「真に現代的な、20世紀歌曲の傑作」に位置付けている。
バックスはかなりの数の合唱曲を書いており、多くは世俗曲であるが一部には宗教曲もある。彼はイングランド国教会の登録会員であったが、評論家のポール・スパイサーの見立てでは「バックスの合唱音楽には信心があると言い得るものはなく、教会での使用に適していると言えるものすらひとつもない（中略）ここにいるのは肉感的な音楽を書く世俗作曲家である。」宗教的テクストを用いた合唱作品には、ウィリアム・バードの『5声のミサ曲』に触発されて書かれた、バックスの無伴奏声楽作品で最大の規模を誇る『Mater ora Filium』（1921年）がある。テクストはオックスフォード大学、ベリオール・カレッジが保有する草稿にある、中世のキャロルに依っている。作曲家のパトリック・ハドリーはこの作品を「現代の無伴奏声楽作品の比類なき例」と考えている。バックスは他にもシェリー（『Enchanted Summer』、1910年）、ヴォーン（『The Morning Watch』、1935年）、メイスフィールド（『To Russia』、1944年）、スペンサー（『Epithalamium』、1947年）らのテクストを用いて合唱作品を作曲している。

### 室内楽曲とピアノ独奏曲
エヴァンスはバックスの初期室内楽作品の総説の中で、最も成功した作品群としてヴィオラのための幻想曲、ピアノ、ヴァイオリンとヴィオラのための三重奏曲、そして「あまりにも難しく、もし可能であったにしても適切な演奏は稀な弦楽四重奏曲」を挙げている。彼はヴァイオリンソナタ第2番（1915年）が、それまでバックスの書いた作品の中で最も個性的であると評する。エヴァンスの考えでは、バックスの初期室内楽の頂点を築くのはピアノ五重奏曲であり、この作品は「あらゆる国または時代の音楽に関する文献を飾ることが出来るほどの創意の豊かさ」を備えるという。フォアマンは弦楽四重奏曲第1番（1918年）の「古典的なテクスチュアの明晰さとケルト的発想の形式」に加え、「ザラついた感の増した」弦楽四重奏曲第2番（1925年）、ヴィオラソナタ（1922年）、ヴィオラとハープのための幻想ソナタ（1927年）、フルートとハープのためのソナタ（1928年）に特に言及している。
作曲家で音楽学者のクリストファー・パーマーは、バックスは多数のピアノ独奏曲を残したという意味で、イギリスの作曲家の中では例外的な存在であると指摘する。バックスは4つのピアノソナタ（1910年-1932年）を発表しており、パーマーの見解によると交響曲が管弦楽作品の中心となるのと同じく、これらがバックスのピアノ音楽の中心であるという。最初の2つのソナタはいずれも単一楽章で構成され、演奏時間は約20分である。第3番と第4番は伝統的な3楽章形式をとっている。交響曲第1番は当初、変ホ長調の大規模なピアノソナタ（1921年）として構想された作品だった。このピアノソナタは1980年代初頭に見出され、1983年に初演されている。バックス自身のピアニストとしての高い技術が、彼の多くのピアノ作品が要求するところに反映されている。パーマーはバックス作品には至る所にバラキレフをはじめとするロシア人の影響が認められると同時に、ピアノのスタイルへの主たる影響としてショパンとリストを引き合いに出している。2台のピアノのための作品として、バックスは2つの交響詩『Moy Mell』（1917年）と『Red Autumn』（1931年）を作曲した。もっと小ぶりなピアノ曲には、『In a Vodka Shop』（1915年）、『A Hill Tune』（1920年）、『Water Music』（1929年）といった絵画的ミニチュアなどがある。

## 忘却と再興
バックスの音楽は彼の晩年には顧みられなくなっていた。ジョン・バルビローリはこう記している。「私が思うに、彼は自らの豊かに作りこまれた練達の楽譜がこんにち最早『当世風』ではなくなっていることを鋭く感じていたが、自己の音楽的思想にまったく正直かつ真摯な彼の道を阻むことは何者にもできなかったのである。」死後にはバックスはほとんど見向きもされなくなる。彼は常にロマン派の外観を保ち、近代音楽、とりわけアルノルト・シェーンベルクの音列技法からは距離を置いた。バックスは1951年に以下の様に記した。
十二音音階が今後病的な、もしくは完全に頭で考えた進展以上の何かを生み出す可能性は小さいと考えています。様々な種類の神経症を上手く扱うことはできるかもしれませんが、青春の愛情や春の訪れといった健康で幸福な概念と結びつくところを想像できないのです。
バックスの見解もその作品のいずれも、彼の死後20年間は時流に沿ったものではなかった。評論家のマイケル・ケネディは、1950年代が「影響力を持った音楽サークル内での大きな変革と遷移」の時代であったと記す。その頃までの文化的支配層が好む音楽のせいで、イギリスは音楽的に偏狭で、過去50年に起こった進化に無関心な国にされてしまったと看做されていた。ケネディによると「ラッブラ、バックス、そしてアイアランドがこの感冒から抜け出してみせた」のだという。
フォアマンの述べるところでは、バックスが他界してからの数年間、彼の名声は一つの作品によって保たれていた。『ティンタジェル』である。バックスをはじめとするイギリスのロマン主義者の音楽が、モダニズムの支配に抗して歩みを進めるまでに「苦節20年」を要したと、ケネディは推定する。フォアマンがバックス音楽の復権と位置付けるのは、ハンドリーが1960年代にギルフォード・フィルハーモニック管弦楽団と行った第4交響曲とその他作品の演奏、そしてLyritaレーベルで行われた5曲の交響曲の先駆的録音である。
バックスの生涯と音楽に関する学術的な関心は、コリン・スコット＝サザーランド（1973年）とフォアマン（1983年）の研究により興った。バックスの生誕100周年にあたる1983年にはBBCラジオ3で、彼の音楽を幅広くカバーする20のプラグラムが組まれた。1985年にはサー・アーノルド・バックス・トラストが創設され、バックスの音楽の実演、録音、そして楽曲および著作の出版を後援するなどして、彼の作品の普及を行っている。以来、有名無名を問わず、数多くのバックス作品が録音されてきている。コンサートホールにおけるバックスの栄華の再興は、録音点数の増加に追い付いていない。評論家のスティーヴン・モスは2007年の『ガーディアン』紙で「バックスは死を呼ぶ口づけだと思われている」と述べている。オックスフォード大学出版局は1999年にグラハム・パーレットの注釈付きのバックス作品完全版カタログを出版した。『Music & Letters』誌はこれを「作曲家ひとり分の作品集カタログを編纂せんとする将来の如何なる研究者にとっても基準となるもの」と評している。

## 録音
ピアニストとしてのバックスの録音が2点、1929年に作成されている。ライオネル・ターティスを迎えてコロンビア・グラフォフォンに自身のヴィオラソナタを録音、またメイ・ハリスンと共にディーリアスのヴァイオリンソナタ第1番をライバル社であったHMVレーベルへと録音したのである。交響曲に関しては、バックスの生前には第3番のみが録音されている。これはバルビローリの指揮、ハレ管弦楽団の演奏で1944年に発売された。ヴィオラソナタ、九重奏曲、『Mater ora Filium』は1937年と1938年にイングリッシュ音楽協会の援助を受けて録音されている。ヴィオラとハープのための幻想ソナタ、2台のピアノのためのソナタ、並びに数曲の歌曲は78回転レコードへ録音された。交響詩に関しては、『ティンタジェル』の初録音がユージン・グーセンスの指揮により1928年に行われ、20年後にビーチャムとロイヤル・フィルハーモニー管弦楽団による『ファンドの園』の録音がHMVより出された。1955年時点でバックスのレコードは非常に少なく、『レコード・ガイド』が『ティンタジェル』、『戴冠式行進曲』、無伴奏合唱のための『What is it Like to be Young and Fair?』、ピアノ独奏曲『Paean』しか掲載していない程であった。
パーレットは1999年の『サー・アーノルド・バックスの作品カタログ』に広範なディスコグラフィーを取り入れ、その後にウェブサイトで拡張、更新した。2015年には録音、発売されている250以上のバックス作品がウェブ版に掲載されている。ディスコグラフィーにはCD化されている3つの交響曲全集も入っている。2集はシャンドスの録音で、1つ目がブライデン・トムソンによるもの（1983年-1988年録音）、2つ目はハンドリーによる全集（2003年）である。この2つの間にデーヴィッド・ロイド＝ジョーンズによるナクソス盤（1997年-2001年録音）がリリースされている。主要な交響詩、その他の管弦楽作品にも録音があり、その多くに複数の録音がある。バックスの室内楽作品の音盤は豊富で大半の作品には録音があり、悲歌の三重奏曲、クラリネットソナタ、幻想ソナタなど、多くの楽曲には複数の録音がなされている。ピアノ音楽の多くにもアイリス・ラヴァリッジ、ジョン・マッケイブ、アシュリー・ウォス、ミヒャエル・エンドレスらのピアニストによって多くの録音がなされているが、2015年の時点では総体的な調査は行われていない。声楽作品では『Mater ora Filium』の録音が群を抜いて多いが、他の合唱作品や歌曲選集の音源も制作されている。

## 栄典
バックスはロイヤル・フィルハーモニック協会（1931年）とウォーシップフル・カンパニー・オブ・ミュージシャン（1931年）からゴールド・メダルを授与されており、室内音楽のためのコベットメダル（1931年）を獲得している。オックスフォード大学（1934年）、ダラム大学（1935年）、アイルランド国立大学（1947年）からは名誉博士号を贈られた。1955年にはヴォーン・ウィリアムズの手により、ユニバーシティ・カレッジ・コークにバックス記念室が設置された。1937年にナイトに叙された後、1953年にロイヤル・ヴィクトリア勲章（KVCO）に昇格している。1993年にはバックスの生誕地であるストリーサム、ペンデニス通り13を記念し、イングリッシュ・ヘリテッジのブルー・プラークが除幕された。
1992年にケン・ラッセルは、バックスの晩年をドラマ化したテレビ映画『The Secret Life of Arnold Bax』を制作した。ラッセル自身がバックスを演じ、政治家としてのキャリアを目指して23年間女優業から離れることになるグレンダ・ジャクソンが、休業前の最後の役としてハリエット・コーエンを演じた。